# Trudomîrivka, Rozdilna
Trudomîrivka (în ucraineană Трудомирівка) este un sat în comuna Velîka Mîhailivka din raionul Rozdilna, regiunea Odesa, Ucraina. Anterior a purtat denumirea Artema.

## Demografie
Componența lingvistică a localității Trudomîrivka
     Ucraineană (84,85%)
     Rusă (15,15%)
Conform recensământului din 2001, majoritatea populației localității Trudomîrivka era vorbitoare de ucraineană (84,85%), existând în minoritate și vorbitori de rusă (15,15%).